# Acallomyces platyolae
Acallomyces platyolae är en svampart som beskrevs av Thaxt. 1931. Acallomyces platyolae ingår i släktet Acallomyces och familjen Laboulbeniaceae.   Inga underarter finns listade i Catalogue of Life.